# Brian Jack
Brian Timothy Jack (Atlanta, 17 febbraio 1988) è un politico statunitense, membro della Camera dei Rappresentanti per lo stato della Georgia dal 2025.

## Biografia
Nato ad Atlanta, Brian Jack frequentò la Woodward Academy e si laureò presso l'Università Pepperdine.
Lavorò per la Republican National Committee e per l'AIPAC. Nel 2008 svolse un apprendistato nell'ufficio del deputato Lynn Westmoreland e subito dopo ne svolse un altro presso l'ambasciata statunitense a Singapore.
Fu assunto come stratega politico per la campagna elettorale di Ben Carson in occasione delle presidenziali del 2016. Divenne successivamente uno stretto collaboratore di Donald Trump.
Quando Trump vinse le elezioni, Jack entrò a far parte della sua amministrazione, nel ruolo di assistente speciale del Presidente e direttore degli Affari Politici della Casa Bianca.
Nel 2024, Jack divenne uno dei tre consiglieri principali della campagna di Trump per le presidenziali; si occupò principalmente di aiutare Trump a raccogliere gli endorsement di figure politiche di spicco.
Nello stesso anno, Brian Jack si candidò alla Camera dei Rappresentanti con il Partito Repubblicano, per il seggio lasciato da Drew Ferguson. Si aggiudicò le primarie e successivamente vinse anche le elezioni generali con il 66% dei voti, divenendo deputato.